# 田崎日加理
田崎 日加理（たさき ひかり、1974年6月3日 - ）は、フリーアナウンサー。別名・田崎 ひかり。長崎県長崎市出身。血液型はB型。

## 略歴
東京学芸大学卒業後、1997年に九州朝日放送にアナウンサーとして入社。同期に宮本啓丞と高島宗一郎（現・第35代福岡市長）がいる。当初は『朝はポレポレ』、『気ままにLB』など情報番組を担当、後期は『KBCニュースピア630』で草柳悟堂と並び「報道の顔」として活躍した。
2006年3月をもってKBCを退社。退社後、中国留学したのちに2007年1月より『TRY!神奈川』（tvk）のMCを担当。また2007年4月より1年間、古巣・KBCラジオの『Dr.コパの黄金の扉』が東京から放送される際のアシスタントを担当。なお、フリー転向後の所属事務所は共同テレビジョンを経てオールウェーブ・アソシエツの協力タレント。
既婚、一児の母。

## 現在の出演番組
- カナフルTV（tvk）
- 世界は今 JETROグローバル・アイ（BS11）

## KBC在職時の出演番組
テレビ
- 朝はポレポレ
- 気ままにLB
- アサデス。
- スーパーJチャンネル九州沖縄
- KBCニュースピア630
- 夜はスッポン

ラジオ
- 川上鴻一郎 本の気持ちです

## フリーになって以降の出演番組（終了分）
テレビ
- TRY!神奈川→コンシェルジュ神奈川（tvk）

ラジオ
- Dr.コパの黄金の扉（KBCラジオ、東京からの放送時にアシスタント）